# Kostenüberdeckung
Eine Kostenüberdeckung liegt in der Kostenrechnung und Plankostenrechnung vor, wenn die Istkosten in einer Rechnungsperiode oberhalb der Sollkosten liegen. Gegensatz ist die Kostenunterdeckung.
Auch die künftig erst entstehenden Gesamtkosten unterliegen – wie alle Unternehmensdaten – einer Unternehmensplanung, die speziell Kostenplanung genannt wird. Um tatsächliche oder geplante Kosten voneinander zu unterscheiden, gibt es Istkosten und Sollkosten. Die Istkosten ergeben sich aus der Gewinn- und Verlustrechnung, die Sollkosten aus der Plankostenrechnung.

## Ermittlung
Formal handelt es sich um eine Kostenunterdeckung {\displaystyle K_{\text{U}}}, wenn die Istkosten {\displaystyle K_{I}} niedriger sind als die Sollkosten{\displaystyle K_{S}}:
{\displaystyle K_{U}=K_{I}<K_{S}}.
Sind die Istkosten höher als die Sollkosten, liegt eine Kostenüberdeckung {\displaystyle K_{\text{Ü}}} vor:
{\displaystyle K_{\text{Ü}}=K_{I}>K_{S}}.
Kostenüber- und Kostenunterdeckung sind unerwünschte Planabweichungen, die durch die Abweichungsanalyse aufgedeckt werden.

## Anwendung
Der Vergleich zwischen Ist- und Sollkosten dient der Kostenkontrolle.
- Kostenkontrolle in der Kostenträgerzeitrechnung: Im Betriebsabrechnungsbogen werden Ist-Gemeinkosten mit Soll-Gemeinkosten verglichen, wodurch die Wirtschaftlichkeit der einzelnen Kostenstellen überprüft werden kann.
- Kostenkontrolle in der Kostenträgerstückrechnung: Man vergleicht die mit Normalkosten durchgeführte Vorkalkulation mit der auf Istkosten basierenden Nachkalkulation für einen Kostenträger.

Beispiel
In der Kostenträgerzeitrechnung können Über-/Unterdeckungen im Betriebsabrechnungsbogen ermittelt werden. Folgende Annahmen liegen dem Beispiel zugrunde:
Ein Unternehmen kalkuliert mit Normal-Zuschlagsätzen, die sich als Durchschnittswert der Ist-Zuschlagsätze der vergangenen zwölf Monate ergeben haben:
| Materialbereich    | 10 %  |
| Fertigungsbereich  | 200 % |
| Verwaltungsbereich | 20 %  |
| Vertriebsbereich   | 15 %  |
| ------------------ | ----- |

In der laufenden Rechnungsperiode sind die folgenden Einzelkosten entstanden:
| Materialeinzelkosten   | 100.000 € |
| Fertigungseinzelkosten | 25.000 €  |
| ---------------------- | --------- |

Es ergibt sich der folgende Betriebsabrechnungsbogen:
| Kostenbereich          | Material | Fertigung | Verwaltung | Vertrieb |
| Summe Ist-Gemeinkosten | 12.000   | 40.000    | 31.860     | 30.090   |
| Zuschlagsgrundlage     | 100.000  | 25.000    | 177.000    | 177.000  |
| Ist-Zuschlagsatz       | 12,00 %  | 160,00 %  | 18,00 %    | 17,00 %  |
| Normal-Zuschlagsatz    | 10,00 %  | 200,00 %  | 20,00 %    | 15,00 %  |
| Normal-Gemeinkosten    | 10.000   | 50.000    | 37.000     | 27.750   |
| Über-/Unterdeckung     | - 2.000  | + 10.000  | + 5.140    | - 2.340  |
| ---------------------- | -------- | --------- | ---------- | -------- |

Insgesamt liegt über alle Kostenbereiche eine Kostenüberdeckung von +10.800 € vor.
Erläuterungen zu den einzelnen Tabellenzeilen:
Ist-Gemeinkosten
Willkürliche Annahmen über die Höhe der Istkosten in der abgelaufenen Periode.
Zuschlagsgrundlage
Bei der Zuschlagsgrundlage im Material- und Fertigungsbereich handelt es sich um die Einzelkosten aus der Aufgabenstellung. Im Verwaltungs- und Vertriebsbereich gelten die Herstellungskosten auf Ist-Kostenbasis aus der nächsten Tabelle als Zuschlagsgrundlage: Herstellungskosten (HK) = Materialeinzelkosten (MEK) + Materialgemeinkosten (MGK) + Fertigungseinzelkosten (FEK) + Fertigungsgemeinkosten (FGK) = 177.000 €.
Ist-Zuschlagsatz
Quotient aus Ist-Gemeinkosten und Zuschlagsgrundlage
Normal-Zuschlagsatz
Annahme aus Aufgabenstellung
Normal-Gemeinkosten
In allen vier Kostenbereichen ergeben sich die Normal-Gemeinkosten als Produkt aus Normal-Zuschlagsatz und Zuschlagsgrundlage. Im Verwaltungs- und Vertriebsbereich gelten als Zuschlagsgrundlage  die in der nächsten Tabelle ermittelten HK auf Normalkostenbasis (185.000 €).
Über-/Unterdeckung
Differenz zwischen Normal-Gemeinkosten und Ist-Gemeinkosten.
|                                                 | Istkosten | Normalkosten | Ü-/U-Deckung |
| ----------------------------------------------- | --------- | ------------ | ------------ |
| Materialeinzelkosten (MEK)                      | 100.000   | 100.000      |              |
| + Materialgemeinkosten (MGK)                    | 12.000    | 10.000       | - 2.000      |
| + Fertigungseinzelkosten (FEK, Fertigungslöhne) | 25.000    | 25.000       |              |
| + Fertigungsgemeinkosten (FGK)                  | 40.000    | 50.000       | + 10.000     |
| = Herstellkosten (HK)                           | 177.000   | 185.000      |              |
| + Verwaltungsgemeinkosten (VWGK)                | 31.860    | 35.400       | + 5.140      |
| + Vertriebsgemeinkosten (VTGK)                  | 30.090    | 26.550       | - 2.340      |
| = Selbstkosten (SK)                             | 238.950   | 249.750      | + 10.800     |

## Kommunalabgabengesetz
Kostenüberdeckung ist auch ein Rechtsbegriff des öffentlichen Rechts. Die landesrechtlichen Kommunalabgabengesetze (KAG) sehen beispielsweise in § 6 Abs. 4 KAG NRW vor, dass Kostenüberdeckungen am Ende eines Kalkulationszeitraumes (maximal drei Jahre) innerhalb der nächsten vier Jahre auszugleichen sind, Kostenunterdeckungen sollen innerhalb dieses Zeitraumes ausgeglichen werden. Werden die erhobenen Kommunalabgaben nicht im selben Jahr durch kommunale Ausgaben verbraucht, liegt eine kommunale Kostenüberdeckung vor. In diesem Falle sind gemäß § 249 Abs. 1 Satz 1 HGB und § 43 Abs. 6 GemHVO NRW Rückstellungen zu bilden.

## Abgrenzung
Die Kostendeckung ist ein Grundsatz der Preiskalkulation, wonach die Gesamtkosten durch die Umsatzerlöse oder Erträge gedeckt sein sollen. Sie betrifft daher ausschließlich die Gewinn- und Verlustrechnung und nicht auch die Plankostenrechnung. 